# Gulfstream III
Gulfstream III – amerykański samolot dyspozycyjny, zdolny do przewożenia maksymalnie 26 pasażerów. Zaprojektowany i zbudowany w wytwórni Gulfstream Aerospace Corporation. Na tym typie samolotu ustanowiono światowy rekord operacyjnej wysokości lotu, wynoszący 15 850 metrów.

## Konstrukcja
Samolot jest całkowicie metalowym, wolnonośnym dolnopłatem, którego konstrukcja wywodzi się od samolotu Gulfstream II. Wydłużono i zmodyfikowano przód kadłuba samolotu. Skrzydło o obrysie trapezowym z superkrytyczną krawędzią natarcia, skosie wynoszącym 28° i niewielkim, 3° wzniosem, zaopatrzone w klapy Fowlera, lotki i spojlery, które wspomagają działanie lotek oraz służą jako hamulce aerodynamiczne. Usterzenie o obrysie trapezowym w kształcie litery T. Podwozie chowane ze zdwojonymi kołami. Kadłub o konstrukcji półskorupowej z ciśnieniową, klimatyzowaną kabiną. Na odrzutowcu Gulfstream III ustanowiono rekord w wysokości lotu oraz dokonano przelotu dookoła świata z sześcioma międzylądowaniami w czasie 43 h i 39 min. (czas lotu bez postojów na ziemi). Samolot jest szeroko wykorzystywany przez siły zbrojne wielu krajów jako maszyna do przewozu personelu wojskowego oraz ważnych osobistości.

## Wersje
- C-20A - wersja transportowa używana w US Air Force, mogąca przewieźć do 14 pasażerów i 5 członków załogi, wycofana w 2002 roku. Jeden egzemplarz został przekazany do Centrum Badania Lotu imienia Neila A. Armstronga (wówczas Dryden Flight Research Facility).
- C-20B - wersja transportowa używana przez amerykańskie siły powietrzne oraz United States Coast Guard ze zmodyfikowaną awioniką, przeznaczona do przewozu VIP.
- C-20C - wersja ze zmodyfikowanymi systemami łączności. Trzy maszyny dostarczone w 1985 roku służyły w 99th Airlift Squadron należącego do 89th Airlift Wing z siedzibą w Joint Base Andrews. 2 grudnia 2013 roku wszystkie trzy samoloty przekazano do 309th Aerospace Maintenance and Regeneration Group[1].
- C-20D - wersja transportowa wykorzystywana do przewozu członków personelu US Navy.
- C-20E - wersja transportowa używana w US Army. Ostatni z samolotów tej wersji, o nazwie własnej Lexington i numerze 87-00140, został wycofany ze służby w 2014 roku[2].
- Gulfstream III SRA-1 - wersja rozpoznawcza samolotu.
- Gulfstream III SMA-3 - wersja rozpoznawcza z zainstalowanym radarem poszukiwawczym APS-127, przeznaczona dla Danii.